# 香薷球针壳
香薷球针壳（学名：Phyllactinia elsholtziae）是属于白粉菌目白粉菌科球针壳属的一种真菌，寄生在唇形科植物上。该种分布于中国。